# Noordhollandschkanaalbrug
De Noordhollandschkanaalbrug is een bouwkundig kunstwerk in Amsterdam-Noord.
De brug is aangelegd in het kader van de voltooiing van rijksweg 10 eind jaren tachtig. Het bouwen en beheer van kunstwerken in die snelweg ligt geheel in handen van Rijkswaterstaat, zo ook het ontwerp van deze brug over het Noordhollandsch Kanaal. De brug laat alhoewel in de jaren tachtig gebouwd toch een stukje geschiedenis van het kanaal zien. Alle bruggen over het kanaal moesten beweegbaar zijn voor de scheepvaart waarvoor zij is aangelegd. In eerste instantie waren het alle draaibruggen, maar in de loop van de jaren kwamen er ook basculebruggen of ophaalbruggen over het kanaal te liggen. Steeds moest de brug beweegbaar zijn voor hoogliggende scheepvaart. De brug 970, een hoog gelegen ophaalbrug, was nog maar net opgeleverd (opening 1983), toen werd begonnen met de bouw van wat de Noordhollandschkanaalbrug zou worden. Dit is een vaste brug, dus ineens was het afgelopen met schepen met hoge masten. In 1990 werd het noordelijk deel van de ringweg geopend. Later werden geluidsschermen op de zuidzijde brug (stadskant) geplaatst. Ze kreeg in 2017 haar naam.
De brug overspant zowel het Noordhollandsch kanaal als de Noordhollandschkanaaldijk (westelijke oever) en de Buikslotermeerdijk (oostelijke oever). Nog geen honderd meter ten noorden van de brug ligt de scheidslijn tussen gemeenten Amsterdam en Landsmeer.
Ze maakt tevens deel uit van de route Europese weg 35, die begint en eindigt bij de uit- en ingang van de Coentunnel.

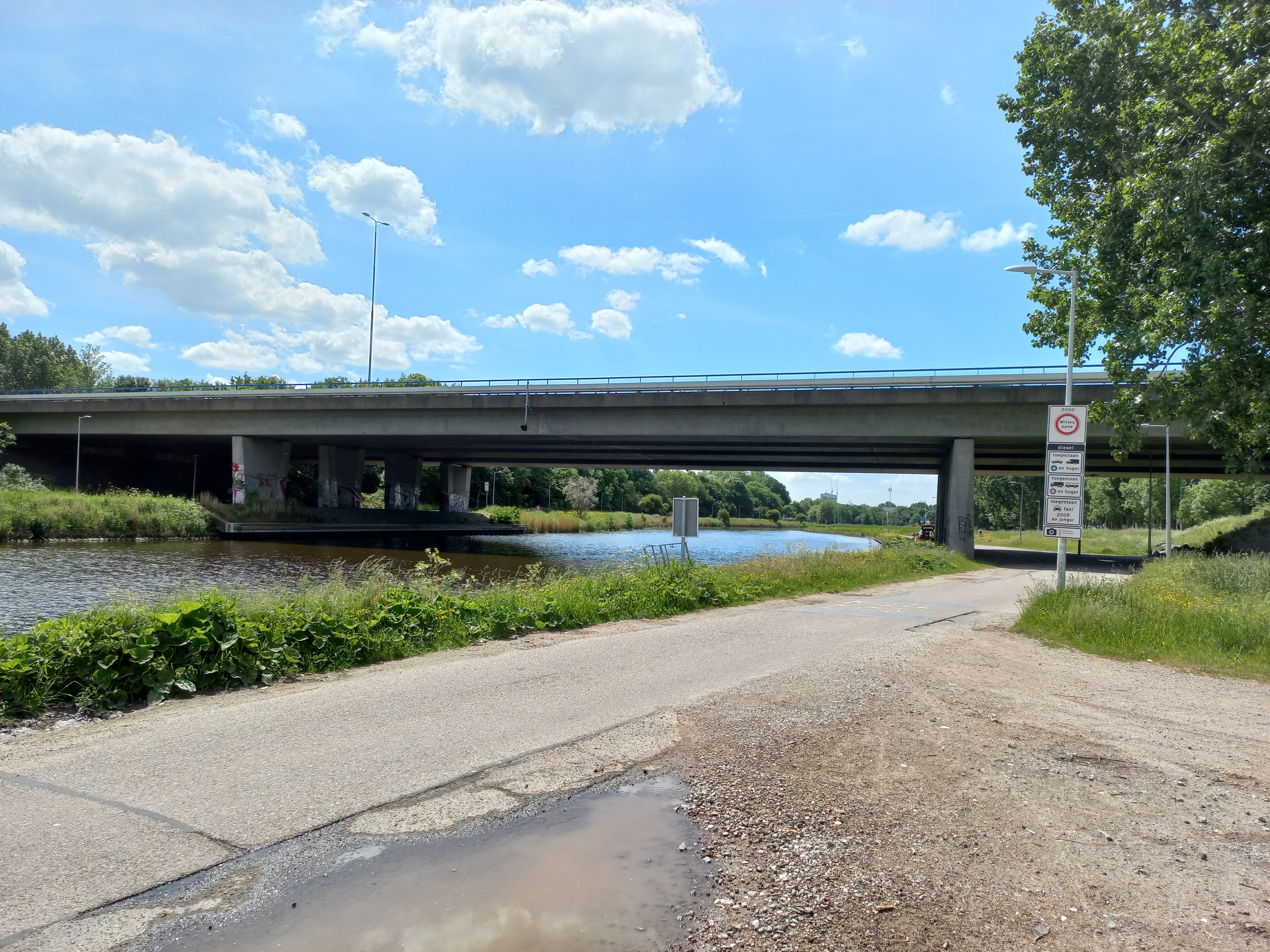
Noordkant zonder schermen (mei 2022)